# Ling-čch’

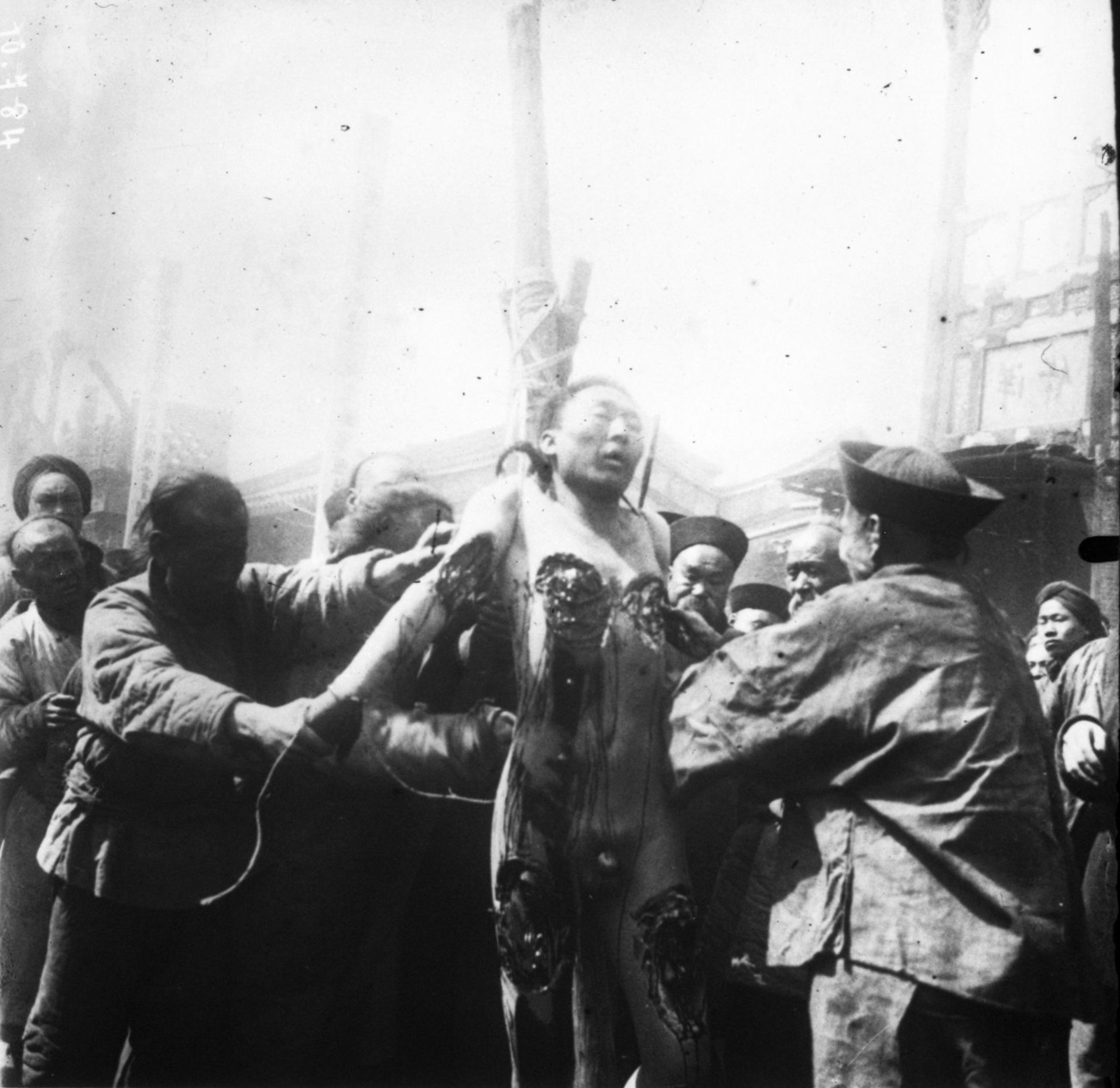
Poprava gardisty, který zavraždil svého velitele, mandžuského prince z prefektury Ao Chan ve Vnitřním Mongolsku, Peking, 10. dubna 1905

Ling-čch’ (čínsky pchin-jinem língchí, znaky zjednodušené 凌迟, tradiční 凌遲, doslova „pomalá smrt“), také jako ša-čchien-tao (čínsky pchin-jinem shàqiāndāo, znaky zjednodušené 杀千刀, tradiční 殺千刀, doslova „smrt od tisíce řezů“), vietnamsky tùng xẻo, byl zvlášť krutý způsob popravy používaný ve středověké a raně novověké Číně, výjimečně také ve Vietnamu.
Poprava se pro zesílení odstrašujícího efektu prováděla veřejně na náměstí nebo tržišti. Odsouzence svlékli a přivázali ke kůlu nebo křížovité konstrukci. Kat potom z jeho těla nožem odřezával kousky kůže, svaloviny nebo po částech odřezával končetiny. Příbuzní odsouzence někdy katovi zaplatili, aby odsouzenci nejprve podřízl hrdlo nebo probodl srdce.
Poprava běžně trvala 12-20 minut, mohla však být protažena na několik hodin, nebo dokonce dní, jako v případě eunucha Liou Ťina který byl roku 1510 rozřezáván po tři dny za asistence lékařů, kteří mu zastavovali krvácení a křísili ho, pokud upadl do bezvědomí. Používala se jako trest za nejzávažnější zločiny: zradu státu, atentát na panovníka, otcovraždu.
Nejstarší zprávy o tomto způsobu mučivé popravy pocházejí z 10. století (období Pěti dynastií a Desetí říší), oficiálně byl zrušen koncem vlády dynastie Čching, roku 1905. Zřejmě se však příležitostně používal ještě během zmatků v éře militaristů (1916-1928).

## Lidé popravení způsobemling-čch’(výběr)
- 934 - Sue Wen-ťie, hodnostář království Min v období Pěti dynastií a deseti říší
- 1121 - Fang La, vůdce povstání proti říši Sung
- 1510 - císařský eunuch Liou Ťin
- 1542 - konkubíny, které se pokusily zabít císaře Ťia-ťinga
- 1630 - Jüan Čchung-chuan, generál říše Ming
- 1835 - vietnamský povstalecký vůdce Lê Văn Cù a jeho přítel, francouzský misionář Joseph Marchand
- 1862 - Čchen Jü-čcheng, jeden z vůdců povstání tchaj-pchingů
- 1863 - Š’ Ta-kchaj, jeden z vůdců povstání tchaj-pchingů
- 1864 - Chung Tchien-kuej-fu, syn Chung Siou-čchüana, hlavního vůdce povstání tchaj-pchingů
- 1907 - Sü Si-lin, čínský revolucionář